# Onthophagus sternax
Onthophagus sternax é uma espécie de inseto do género Onthophagus, família Scarabaeidae, ordem Coleoptera.
Foi descrita cientificamente por Balthasar em 1959.